# From the D 2 the LBC
From the D 2 the LBC è un singolo dei rapper statunitensi Eminem e Snoop Dogg, pubblicato il 24 giugno 2022 come secondo estratto dalla raccolta di Eminem Curtain Call 2.
La canzone è stata prodotta da Eminem e scritta da Snoop Dogg, Eminem e Luis Resto. Segna la prima collaborazione tra i due rapper in oltre vent'anni da Bitch Please II, tratta dall'album di Eminem del 2000 The Marshall Mathers LP.

## Pubblicazione
Nel luglio 2020 è scoppiata una piccola faida tra Eminem e Snoop Dogg, dopo l'apparizione di quest'ultimo al programma radiofonico The Breakfast Club in cui ha insinuato che il successo del rapper di Detroit derivi solamente dal suo mentore, Dr. Dre. La risposta di Eminem non ha tardato ad arrivare: a Snoop Dogg ha dedicato alcuni versi nella canzone Zeus, pubblicata nell'album Music to Be Murdered By - Side B. Nel gennaio 2021 Snoop Dogg ha risposto con un commento su Instagram.
Nell'ottobre successivo Snoop Dogg ha dichiarato di aver risolto la lite, ammettendo che le sue dichiarazioni originali erano state «fuoriluogo». I due si sono esibiti insieme durante l'intervallo del Super Bowl LVI nel febbraio 2022.
Il 24 giugno 2022 Eminem ha pubblicato un tweet per promuovere il singolo, insieme al relativo videoclip. Il post include la copertina del singolo, che mostra i due rapper nelle sembianze di avatar NFT all'interno di un fumetto, un riferimento alla celebre collezione di NFT Bored Ape. Lo stesso giorno il duo si è esibito all'ApeFest, un festival organizzato a New York per promuovere l'NFT.

## Video musicale
Il video musicale di From the D 2 the LBC è diretto da James Larese. Nel video sono alternate clip in live action di Eminem and Snoop Dogg con clip animate che mostrano i rapper nelle sembianze di personaggi animati animaleschi all'interno di un fumetto.

## Classifiche
| Classifica (2022) | Posizione massima |
| ----------------- | ----------------- |
| Canada            | 35                |
| Irlanda           | 48                |
| Regno Unito       | 51                |
| Stati Uniti       | 72                |
| Svizzera          | 66                |